# لويس كورفالان
كان لويس كورفالان زعيم سياسي التشيلي. وكان الامين العام للحزب الشيوعي تشيلي بين عامي 1958 و 2010. وانتخب عضوا في مجلس الشيوخ الوطني في عام 1961 و 1966 و 1973. خلال ديكتاتورية أوغستو بينوشيه عاش في المنفى في الاتحاد السوفيتي. توفي في 21 يوليو 2010.

## روابط خارجية
- لويس كورفالان على موقع IMDb (الإنجليزية)
- لويس كورفالان على موقع مونزينجر (الألمانية)